# Національний Альянс Сомалі
Національний Альянс Сомалі — військово-політичний союз антикомуністичних політичних партій у Сомалі, який існував з 1992 по 2002 рік. Альянс очолювали Мохамед Фарах Айдід і Осман Алі Атто, і він мав міліцію з 4000 військових. Альянс був створений як відокремлена фракція Об'єднаного сомалійського конгресу і охоплював Сомалійський патріотичний рух та інші південні групи. Парамілітарні формування Альянсу були однією з протиборчих фракцій у громадянській війні в країні. Від 2000-4000 бойовиків Національного Альянсу Сомалі брали участь у битві при Могадішо в 1993 році й змогли перемогти США в битві під Могадішо у жовтні 1993 року. У 2002 році Альянс був розпущений.